# Mazova horka
Mazova horka (569 m n. m.) je vrch v okrese Liberec v jižním Podještědí. Leží asi 1,5 km jjz. od Rozstání, na katastrálním území sídel Světlá pod Ještědem, Rozstání, Modlibohov a Javorník. Vrch je nejvyšším bodem Kotelské vrchoviny. Je součástí přírodního parku Ještěd.

## Popis vrchu
Je to výrazný kuželovitý suk tvořený ve vrcholové části vypreparovanou žílou olivinického nefelinitu až melilitu, v nižších částech středoturonskými až svrchnoturonskými pískovci. Na příkrých svazích (20–35°) jsou místy vulkanitová suťová pole. K jihozápadu vybíhá nižší strukturní pískovcový hřbet s vulkanickou žílou (dále na jihozápad má svůj severní počátek Čertova zeď). Vrch je porostlý smíšeným lesem s břízou, borovicí, smrkem a jeřábem. Východní úpatí je zastavěno, jinde je převážně zorněno. Při vrcholu jsou zbytky třech kruhových valů pravěkého sídliště.

## Skalákovna
Při severovýchodním úpatí vrchu byly na počátku 19. století v opuštěném pískovcovém kamenolomu vytesány dvě skalní místnosti se třemi obdélníkovými okny. Tato umělá jeskyně nazývaná Skalákovna (486 m n. m.) sloužila často pro přechodné i trvalé ubytování různých osob. Velmi známou se stala díky povídce Skalák Karolíny Světlé, která zde často pobývala a tvořila.

## Geomorfologické zařazení
Vrch náleží do celku Ralská pahorkatina, podcelku Zákupská pahorkatina, okrsku Kotelská vrchovina, podokrsku Všelibická vrchovina a do Modlibohovské části.

## Přístup
Automobilem lze nejblíže přijet po silnici Jiříčkov – Javorník (červená turistická stezka). Z Jiříčkova vede na vrchol kopce pěší cesta s naučnou stezkou Ještědské vápence, které pak pokračují na západ do Rozstání.